# 普里尤特内
47°43′45″N 36°40′20″E / 47.72917°N 36.67222°E
普里尤特內（烏克蘭語：Приютне）是位於烏克蘭東南部的村莊，由扎波羅熱州波洛希區的馬利尼夫卡市鎮負責管轄。該村始建於1842年，面積0.12平方公里，海拔高度155米，2024年人口0，人口密度每平方公里4,311.5人。